# Riccardo Chiaberge
Riccardo Chiaberge (Torino, 12 luglio 1947) è un giornalista e saggista italiano.

## Biografia
Figlio di un imprenditore elettrotecnico e di famiglia delle alpi di Savoia, inizia a lavorare presso il Centro Studi Einaudi di Torino, congiuntamente alla rivista Biblioteca della libertà.
La carriera giornalistica vera e propria iniziò a La Stampa nel 1976 per proseguire a Il Mondo. Nel 1981 Chiaberge approdò al quotidiano Il Sole 24 Ore. Qui ricoprì in principio il ruolo di responsabile della terza pagina, per divenire poi direttore del supplemento Domenica, fondato nel dicembre 1983.
Chiaberge lavorò al Corriere della Sera dal 1984 al 2000, prima come caporedattore della redazione culturale, poi come inviato e editorialista in ambito culturale e scientifico. Dal 2000 al 2009 è stato responsabile del supplemento culturale Domenica de Il Sole 24 Ore.
Nel 2009 passa a Il Fatto Quotidiano, dove cura l'inserto culturale Saturno, in edicola dal 25 febbraio 2011 al 2 marzo 2012.
Dal 2011 al 2022 è stato direttore scientifico del Libro dell'anno dell'Enciclopedia Italiana Treccani, una pubblicazione dedicata ai principali eventi accaduti, con analisi di esperti dei vari settori.

## Opere
- Cervelli d'Italia. Scuola, scienza, cultura: le vere emergenze del paese, Collana Saggi, Milano, Sperling & Kupfer, 1996, ISBN 978-88-200-2175-7.
- Navigatori del sapere. Dieci proposte per il 2000, Collana Minima n.46città=Milano, Raffaello Cortina, 1999, ISBN 978-88-707-8557-9.
- L'algoritmo di Viterbi, Collana Il Cammeo n.362, Milano, Longanesi, 2000, ISBN 978-88-304-1805-9.
- Salvato dal nemico. 1944: una strage nazista nell'Italia divisa dall'odio, Collana Il Cammeo n.422, Milano, Longanesi, 2004, ISBN 978-88-304-1806-6.
- prefazione de  Storia della letteratura italiana, Roma, Salerno Editrice, 2005, ISBN 977-18-248-7600-3.
- La Variabile Dio, Collana Il Cammeo, Milano, Longanesi, 2008., Premio Nazionale Rhegium Julii di Saggistica, ex aequo[4].
- Lo scisma. Cattolici senza papa, Collana Le Spade n.18, Milano, Longanesi, 2009, ISBN 978-88-304-2719-8.
- Vespe. Fatti e misfatti della cultura italiana nell'era di Berlusconi, prefazione di Marco Travaglio, Collana Biblioteca, Torino, Aragno, 2012, ISBN 978-88-841-9553-1.
- Wireless. Scienza, amori e avventure di Guglielmo Marconi, Collana Saggi, Milano, Garzanti, 2013, ISBN 978-88-116-8273-8.
- 1918. La grande epidemia. Quindici storie della Febbre Spagnola, Torino, UTET, 2016, ISBN 978-88-511-3762-5.
- La formula della longevità. Vite che hanno allungato la nostra, I Colibrì, Vicenza, Neri Pozza, 2023, ISBN 978-88-545-2482-8.